# Amur Chabarovsk
L'Amur Chabarovsk (russo: Амур Хабаровск) è una squadra di hockey su ghiaccio con sede nella città di Chabarovsk, situata nell'Estremo Oriente russo. Appartiene alla divisione Černyšëv della Kontinental Hockey League (KHL).

## Storia
L'Amur Chabarovsk fu fondato nel 1966 con il nome di SKA Chabarovsk; successivamente cambiò denominazione nel 1996, in Amur Chabarovsk, in onore del fiume Amur. Fino al 2013, prima dell'arrivo dell'Admiral Vladivostok, la squadra più vicina alla città di Chabarovsk in KHL era il Metallurg Novokuzneck, situato ad oltre 3.000 km di distanza.
Dopo aver militato per decenni nelle divisioni minori del Campionato sovietico nel 1996 il Chabarovsk fu promosso nella Superliga russa. Nel 2004 l'Amur fu retrocesso in Vysšaja Liga a causa di problemi finanziari, il main sponsor - una compagnia mineraria - era infatti in difficoltà, per poi ritornare nella massima divisione nazionale nel 2006. A causa dei problemi economici anche la seconda squadra, il Golden Amur Chabarovsk, fu costretto a ritirarsi dalla Asia League Ice Hockey, lega nella quale aveva disputato la stagione 2004-2005.
Nel 2008 l'Amur Chabarovsk fu uno dei 24 club fondatori della Kontinental Hockey League. La formazione esordì il 2 settembre contro la Dinamo Riga in casa di fronte a 7.100 spettatori, match concluso 4-2 per i lettoni. Nel corso delle stagioni successive l'Amur non ottenne risultati positivi, conquistando l'accesso ai playoff della Coppa Gagarin solo una volta, nella stagione 2011-2012. Nella stagione successiva persero la finale della Kubok Nadeždy contro la Dinamo Riga.